# Kuma asilhas
Kuma asilhas är en plattmaskart som beskrevs av Hooge och Rocha 2006. Kuma asilhas ingår i släktet Kuma och familjen Haploposthiidae. Inga underarter finns listade i Catalogue of Life.